# Charlotte Haid Bondergaard
Charlotte Haid Bondergaard, född 7 december 1967 i Insjön i Dalarna , är en svensk dressyrryttare, ridinstruktör och hästtränare som tävlar på elitnivå för Insjöns ridklubb. Hon är barnbarnsbarn till Clas Ohlson.

## Biografi
Charlotte Haid Bondergaard är utbildad ridinstruktör från Ridskolan Strömsholm och fick sin dressyrskolning på Grönwoldhofs dressyrskola i Tyskland. År 2015 ingick hon i svenska dressyrlandslagets A-trupp. Haid Bondergaard är gift med dressyrryttaren Rasmus Haid Bondergaard som hon driver dressyrstallet Norrehee Dressage Stable på Fulltofta gård tillsammans med. Makarna Haid Bondergaard deltog i Sveriges televisions dokumentärserie Ryttareliten som sändes 2014.

## Topphästar
- Triviant (Valack född 2000) Brunt Holländskt varmblod, e:Olivi u:Diant ue:Saluut[6]
- Roberto Des Frettes (Valack född 2005) Brun Lusitano, e:Carinho des Noes u:Idole des Frettes ue:Boulou des Frettes[7]

### Tidigare
- Lydianus (Valack född 1997) Brun Holsteinare, e:Lorentini I u:Agneta II ue:Caribo[8] Avlivad 2014, i samband med operation på grund av kolik.[9]